# 畜群
畜群（ちくぐん、独: Herde）とは、フリードリヒ・ニーチェがひろめた哲学の概念。ニーチェの原文では「Heerde」と綴られることが多く、もともと群れの意味で、虫魚の群れに用いるSchwarmや鹿・狼等の野獣の群れを表わすRudelとは違ってとりわけ羊・牛などの家畜の群れ（独: Viehherden）を指す語だったが、人間についても付和雷同する群集・大衆を軽蔑した比喩として使用される。キリスト教の比喩では司牧者（牧人）に導かれる民のことになり、その意味ではニーチェ以前にショーペンハウアー（『余録と補遺』「哲学史断片」中「第三節　ソクラテス」、ズーアカンプ版Sämtliche Werke IV巻S. 56）にも用例があった。ニーチェ著の邦訳では「群畜」「集群」等とも訳される。
『悦ばしき知識』『善悪の彼岸』などで用いられていた。デモクラシーを趣味として、能弁と達者に生きる人々のことを奴隷として批判するためにこの言葉が用いられていた。畜群というのは孤独というものを知らず、己の孤独を持つこともなく、遅鈍で正直な連中であるということであった。畜群とされる連中が求めているのは、全ての人のために与えられる生活の保証、平安、快適、安楽という幸福であるが、これらは一般的な緑の牧場の幸福であると批判された。畜群にとっての教養というのは平等と同情の二つであった。畜群にとって苦悩というものは除去されるべきものとされたが、ニーチェにとっては人間というのは逆の条件に置かれるということから成長できるとのことであり、人間というのは邪悪なものや恐るべきものや暴虐なものや猛獣的なものも種族の向上のために役立っていたということであった。

## 用例
- ニーチェ『人間的、あまりに人間的II』「第一部 さまざまな意見と箴言」二三三